# Konstantinos Gennikis
Konstantinos Gennikis (griechisch Κωνσταντίνος Γεννίκης; * 3. Februar 2002) ist ein griechischer Leichtathlet, der sich auf das Kugelstoßen spezialisiert hat.

## Sportliche Laufbahn
Erste internationale Erfahrungen sammelte Konstantinos Gennikis im Jahr 2018, als er bei den U18-Balkan-Meisterschaften in Istanbul mit einer Weite von 52,28 m die Silbermedaille im Diskuswurf gewann. Im Jahr darauf belegte er beim Europäischen Olympischen Jugendfestival (EYOF) in Baku mit 18,20 m den sechsten Platz im Kugelstoßen mit der leichteren 5-kg-Kugel und 2020 gewann er bei den U20-Balkan-Meisterschaften in Istanbul mit 18,00 m die Bronzemedaille mit der 6-kg-Kugel. Im Jahr darauf siegte er bei den U20-Balkan-Meisterschaften ebendort mit 55,28 m im Diskuswurf und gewann im Kugelstoßen mit 18,36 m die Bronzemedaille. Anschließend belegte er bei den U20-Europameisterschaften in Tallinn mit 18,78 m den siebten Platz im Kugelstoßen und schied mit dem Diskus mit 54,71 m in der Qualifikationsrunde aus. Daraufhin verpasste er bei den U20-Weltmeisterschaften in Nairobi mit 16,92 m den Finaleinzug im Kugelstoßen. 2024 belegte er bei den Balkan-Hallenmeisterschaften in Istanbul mit 17,08 m den achten Platz im Kugelstoßen und im Mai siegte er mit 17,90 m bei den U23-Mittelmeer-Meisterschaften in Ismailia. Im Jahr darauf wurde er bei der 1. Liga der Team-Europameisterschaft in Madrid mit 18,81 m Zwölfter, ehe er bei den Balkan-Meisterschaften in Volos mit 19,30 m den fünften Platz belegte.
2025 wurde Gennikis griechischer Meister im Kugelstoßen.

## Persönliche Bestleistungen
- Kugelstoßen: 19,30 m, 26. Juli 2025 in Volos
- Diskuswurf: 54,39 m, 9. Juli 2023 in Volos